# Sopot Festival 1965
Sopot Festival 1965 – 5. edycja festiwalu muzycznego odbywającego się w sopockiej Operze Leśnej. Festiwal został zorganizowany 5–8 sierpnia 1965 roku przez Polską Agencję Artystyczną PAGART oraz Polskie Radio w Operze Leśnej w Sopocie. Konkurs, który prowadzili Irena Dziedzic i Lucjan Kydryński, wygrała reprezentantka Kanady Monique Leyrac.

## Przebieg konkursu
Podobnie jak festiwal w poprzednim roku, wszystkie trzy koncerty w 1965 roku zostały zorganizowane w Operze Leśnej w Sopocie. Pierwszego dnia, tj. 12 sierpnia, rozegrano finał międzynarodowy; dzień później odbył się finał polski, a ostatniego dnia – koncert Piosenka nie zna granic. Cały festiwal został poprzedzony polskimi eliminacjami, które zorganizowano 6 sierpnia. Podczas wszystkich czterech koncertów zagrały dwie orkiestry Polskiego Radia: Symfoniczna pod dyrekcją Stefana Rachonia oraz Jazzowa pod dyrekcją Andrzeja Kurylewicza, w trakcie widowiska zaprezentował się także zespół Czerwono-Czarni.
Sędziowie przyznali nagrody w dwóch kategoriach Nagroda za dzieło (w dniu międzynarodowym) i Nagroda za interpretację (w dniu polskim). Zwyciężczyni Monique Leyrac za wykonanie utworu „Mon pays” otrzymała łącznie 226 punktów.

### Finał polski
Finał polski odbył się 6 sierpnia 1965 roku, wystąpili w nim wówczas reprezentanci dwudziestu ośmiu krajów. Wyróżnienie zdobyli zdobywcy pierwszych trzech miejsc, a nagrody przyznano w kategorii Nagroda za interpretację. Pierwszą nagrodę odebrała reprezentantka Kanady Monique Leyrac za wykonanie utworu „Powracająca melodyjka” autorstwa Henryka Klejne’a i Andrzeja Bianusza.
|    | Kraj              | Język  | Wykonawca           | Tytuł                    | Miejsce | Punkty |
| -- | ----------------- | ------ | ------------------- | ------------------------ | ------- | ------ |
| 1  | Włochy            | polski | Serena D’Alba       | „Tańczące Eurydyki”      | –       | –      |
| 2  | Węgry             | polski | Kyri Ambrus         | „Twardy orzech”          | –       | –      |
| 3  | Izrael            | polski | Lucie Arnon         | Znad białych wydm”       | –       | –      |
| 4  | Austria           | polski | Wolf Aurich         | „Powracająca melodyjka”  | –       | –      |
| 5  | Algieria          | polski | Mahieddine Bentir   | „Dziś jest kto inny”     | –       | –      |
| 6  | Holandia          | polski | Conny Van Den Bos   | „Taksówką na dworzec”    | –       | –      |
| 7  | Szwajcaria        | polski | Gil Carman          | „Czy wiesz co to jest”   | –       | –      |
| 8  | Meksyk            | polski | Irma Carlon         | „Raz jedyny raz”         | –       | –      |
| 9  | Liechtenstein     | polski | Ina Caronne         | „Był taki ktoś”          | –       | –      |
| 10 | ZSRR              | polski | Eduard Chil         | „Raz jedyny raz”         | 2       | 20     |
| 11 | Luksemburg        | polski | Jacques Debronckart | „Nim wstanie dzień”      | –       | –      |
| 12 | Monako            | polski | Odile Ezdra         | „Czy wiesz co to jest”   | –       | –      |
| 13 | Polska            | polski | Anna German         | „Zakwitnę różą”          | –       | –      |
| 14 | Czechosłowacja    | polski | Hana Hegerová       | „Okularnicy”             | –       | –      |
| 15 | Francja           | polski | Joel Holmes         | „Jesienny Pan”           | –       | –      |
| 16 | RFN               | polski | Sven Jenssen        | „Dzisiaj, jutro, zawsze” | –       | –      |
| 17 | Kuba              | polski | Ana Julia           | „Mamo wychodzę za mąż”   | –       | –      |
| 18 | Grecja            | polski | Niki Kamba          | „Eurydyki tańczące”      | 3       | 16     |
| 19 | Bułgaria          | polski | Georgi Kordov       | „Elegia jesienna”        | –       | –      |
| 20 | Dania             | polski | Maggie Land         | „Nikt mnie nie czeka”    | –       | –      |
| 21 | Belgia            | polski | Jo Leemans          | „Wędrowny cyrk”          | –       | –      |
| 22 | Kanada            | polski | Monique Leyrac      | „Powracająca melodyjka”  | 1       | 24     |
| 23 | Szwecja           | polski | Per Lindquist       | „Dziś jest kto inny”     | 5       | 12     |
| 24 | Finlandia         | polski | Lasse Martenson     | „Zaklęcia”               | –       | –      |
| 25 | Wielka Brytania   | polski | Patsy Ann Noble     | „Najlepszy dzień”        | 4       | 14     |
| 26 | NRD               | polski | Gertrud Rahner      | „Raz jedyny raz”         | –       | –      |
| 27 | Norwegia          | polski | Kirsti Sparboe      | „Dzień dobry             | –       | –      |
| 28 | Stany Zjednoczone | polski | Jean Turner         | „Deszczowa zawieja       | 5       | 12     |

### Finał (dzień międzynarodowy)
|    | Kraj              | Język        | Wykonawca           | Tytuł                          | Miejsce | Punkty |
| -- | ----------------- | ------------ | ------------------- | ------------------------------ | ------- | ------ |
| 01 | Włochy            | włoski       | Serena D’Alba       | Ascoltami                      | 15      | 13     |
| 02 | Węgry             | węgierski    | Kyri Ambrus         | Hiszeh ha akarom               | 14      | 15     |
| 03 | Izrael            | hebrajski    | Lucie Arnon         | Aviv                           | 9       | 23     |
| 04 | Austria           | niemiecki    | Wolf Aurich         | Festival der herzen            | 7       | 26     |
| 05 | Algieria          | francuski    | Mahieddine Bentir   | Je chante sous la lune         | 15      | 13     |
| 06 | Holandia          | niderlandzki | Conny Van Den Bos   | Speel toch open kaart          | 13      | 15     |
| 07 | Szwajcaria        | francuski    | Gil Caraman         | Marion, Marianne               | 4       | 35     |
| 08 | Meksyk            | hiszpański   | Irma Carlon         | Paradoja                       | 5       | 33     |
| 09 | Liechtenstein     | niemiecki    | Ina Caronne         | Ich fuhl den Tag               | 15      | 13     |
| 10 | ZSRR              | rosyjski     | Eduard Chil         | Ja szagaju po Moskwie          | 4       | 35     |
| 11 | Luksemburg        | francuski    | Jacques Debronckart | Adelaide                       | 11      | 20     |
| 13 | Monako            | francuski    | Odile Ezdra         | Noel a Varsovie                | 12      | 18     |
| 14 | Czechosłowacja    | czeski       | Hana Hegerová       | Dorian obraz                   | 10      | 22     |
| 15 | Francja           | francuski    | Joel Holmes         | L’amour                        | 14      | 16     |
| 16 | RFN               | angielski    | Sven Jenssen        | Fremde Lady                    | 7       | 26     |
| 17 | Kuba              | hiszpański   | Ana Julia           | Otro Amancer                   | 16      | 0      |
| 18 | Grecja            | grecki       | Niki Kamba          | Kathe limani kai kaymos        | 2       | 186    |
| 19 | Bułgaria          | francuski    | Georgi Kordov       | Les bouleaux et la jeune fille | 11      | 20     |
| 20 | Dania             | duński       | Maggie Land         | Jeg sir ikke                   | 4       | 35     |
| 21 | Belgia            | francuski    | Jo Leemans          | Zoe                            | 15      | 13     |
| 22 | Kanada            | francuski    | Monique Leyrac      | Mon pays                       | 1       | 226    |
| 23 | Szwecja           | szwedzki     | Per Lindquist       | Leva                           | 3       | 143    |
| 24 | Finlandia         | fiński       | Lasse Martenson     | Iltaisin                       | 6       | 30     |
| 25 | Wielka Brytania   | angielski    | Patsy Ann Noble     | When You’re in Love            | 3       | 143    |
| 25 | Polska            | polski       | Łucja Prus          | Nic dwa razy się nie zdarza    | 18      | 24     |
| 26 | NRD               | niemiecki    | Gertrud Rahner      | Mohnbluten im sommerwind       | 6       | 30     |
| 27 | Norwegia          | norweski     | Kirsti Sparboe      | La meg vaere ung               | 6       | 30     |
| 28 | Stany Zjednoczone | angielski    | Jean Turner         | God Bless the Child            | 5       | 33     |

## Jury
- Finlandia: Heikki Annala
- RFN: Günter Krenz
- Wielka Brytania: Kenneth Baynes
- Holandia: Eric Krans
- Norwegia: Arne Bendiksen
- ZSRR: Vano Muradelli
- Polska: Tadeusz Kubiak, Mirosław Dąbrowski, Henryk Czyż, Witold Filler oraz przewodniczący Szymon Zakrzewski i Lucjan Kaszycki,
- Dania: Otto Leisner
- Monako: Marcel Primault
- Grecja: Pia Hadjinikos
- Czechosłowacja: Miroslav Ducháč
- Luksemburg: Claude Fischer
- Francja: Agate Mella
- Szwajcaria: Géo Voumard
- Węgry: Paul Gyongy
- Austria: Leo Parthe
- Bułgaria: Jul Levi
- Kanada: Claude Mercier
- NRD: Martin Hattwig

### Tabela wyników
|                                                            |                   | Głosy w finale |           |          |                 |    |          |       |    |                |        |         |         |    |        |            |        |        |    |         |        |    |    |    |
| PUNKTY                                                     | Szwajcaria        |                | Finlandia | Holandia | Wielka Brytania |    | Norwegia | Dania |    | Czechosłowacja | Kanada | Francja | Szwecja |    | Izrael | Luksemburg | Meksyk | Monako |    | Austria | Grecja |    |    |    |
| Uczestnicy konkursu                                        | Włochy            | 13             | –         | –        | –               | –  | –        | –     | –  | –              | –      | –       | –       | –  | –      | 4          | –      | 4      | –  | –       | 5      | –  | 2  | –  |
| Uczestnicy konkursu                                        | Węgry             | 15             | –         | –        | –               | –  | –        | –     | –  | –              | –      | 2       | –       | –  | –      | 2          | –      | –      | –  | –       | 12     | –  | –  | –  |
| Uczestnicy konkursu                                        | Izrael            | 23             | –         | –        | –               | –  | –        | –     | –  | –              | 2      | 1       | –       | 2  | –      | –          | 12     | –      | 2  | 1       | –      | –  | –  | 1  |
| Uczestnicy konkursu                                        | Austria           | 26             | 2         | –        | –               | –  | –        | –     | –  | –              | –      | –       | –       | –  | –      | –          | –      | –      | –  | –       | 4      | 12 | –  | 4  |
| Uczestnicy konkursu                                        | Algieria          | 13             | –         | –        | –               | –  | –        | –     | –  | –              | 3      | –       | –       | –  | –      | –          | –      | –      | –  | –       | –      | –  | 3  | –  |
| Uczestnicy konkursu                                        | Holandia          | 15             | –         | –        | –               | 12 | –        | –     | 3  | –              | –      | –       | –       | –  | –      | –          | –      | –      | –  | –       | –      | –  | –  | –  |
| Uczestnicy konkursu                                        | Szwajcaria        | 35             | 12        | 6        | –               | 6  | –        | 2     | –  | –              | –      | 6       | 2       | –  | –      | –          | –      | 1      | –  | –       | –      | 3  | –  | 3  |
| Uczestnicy konkursu                                        | Meksyk            | 33             | –         | –        | –               | –  | –        | –     | –  | –              | –      | –       | –       | 3  | –      | –          | –      | –      | 12 | 3       | –      | –  | –  | –  |
| Uczestnicy konkursu                                        | Liechtenstein     | 13             | 1         | –        | –               | –  | 1        | 3     | –  | –              | –      | –       | –       | –  | –      | –          | –      | 2      | –  | –       | –      | –  | –  | 2  |
| Uczestnicy konkursu                                        | ZSRR              | 35             | –         | –        | 3               | –  | 5        | 5     | 5  | 5              | 5      | 5       | 5       | 5  | 5      | 12         | 5      | 5      | 5  | 5       | 5      | 5  | 5  | 5  |
| Uczestnicy konkursu                                        | Luksemburg        | 20             | –         | –        | –               | 1  | –        | –     | –  | –              | –      | –       | –       | –  | –      | –          | 3      | 12     | –  | –       | –      | –  | –  | –  |
| Uczestnicy konkursu                                        | Monako            | 18             | –         | –        | –               | –  | –        | –     | –  | –              | –      | –       | 1       | –  | –      | –          | 1      | –      | –  | 12      | –      | –  | –  | –  |
| Uczestnicy konkursu                                        | Czechosłowacja    | 22             | –         | –        | –               | –  | –        | 1     | –  | –              | –      | 12      | –       | –  | –      | –          | –      | –      | –  | –       | –      | 2  | –  | –  |
| Uczestnicy konkursu                                        | Francja           | 16             | –         | –        | –               | –  | –        | –     | –  | –              | –      | –       | 3       | 12 | –      | –          | –      | –      | 3  | –       | –      | –  | –  | –  |
| Uczestnicy konkursu                                        | RFN               | 26             | 3         | –        | 1               | 3  | –        | 12    | –  | 2              | –      | –       | –       | –  | –      | –          | 2      | 3      | –  | –       | 1      | –  | –  | –  |
| Uczestnicy konkursu                                        | Kuba              | 0              | –         | –        | –               | –  | –        | –     | –  | –              | –      | –       | –       | –  | –      | –          | –      | –      | –  | –       | –      | –  | –  | –  |
| Uczestnicy konkursu                                        | Grecja            | 186            | 8         | 8        | 8               | 8  | 10       | 8     | 8  | 8              | 8      | 8       | 10      | 8  | 10     | 8          | 8      | 8      | 8  | 8       | 8      | 8  | 12 | 8  |
| Uczestnicy konkursu                                        | Bułgaria          | 20             | –         | –        | –               | –  | –        | –     | –  | –              | 12     | –       | –       | –  | –      | 3          | –      | –      | –  | –       | –      | –  | –  | –  |
| Uczestnicy konkursu                                        | Dania             | 35             | –         | 2        | 2               | 2  | 2        | –     | –  | 12             | –      | –       | –       | –  | –      | –          | –      | –      | –  | –       | –      | –  | –  | –  |
| Uczestnicy konkursu                                        | Belgia            | 13             | –         | –        | –               | –  | –        | –     | 2  | –              | –      | –       | –       | 1  | –      | –          | –      | –      | –  | –       | –      | –  | –  | –  |
| Uczestnicy konkursu                                        | Kanada            | 226            | 10        | 10       | 10              | 10 | 12       | 10    | 10 | 10             | 10     | 10      | 12      | 10 | 10     | 10         | 10     | 10     | 10 | 10      | 10     | 10 | 10 | 10 |
| Uczestnicy konkursu                                        | Szwecja           | 143            | 7         | 6        | 7               | 6  | 7        | 6     | 7  | 6              | 7      | 6       | 7       | 6  | 7      | 6          | 7      | 6      | 7  | 6       | 7      | 6  | 7  | 6  |
| Uczestnicy konkursu                                        | Finlandia         | 30             | –         | 1        | 12              | –  | –        | –     | –  | –              | –      | –       | –       | –  | –      | –          | –      | –      | –  | –       | –      | –  | –  | –  |
| Uczestnicy konkursu                                        | Wielka Brytania   | 143            | 6         | 7        | 6               | 7  | 6        | 7     | 6  | 7              | 6      | 7       | 6       | 7  | 6      | 7          | 6      | 7      | 6  | 7       | 6      | 7  | 6  | 7  |
| Uczestnicy konkursu                                        | Polska            | 24             | –         | 12       | 2               | –  | –        | –     | 1  | –              | 1      | –       | –       | –  | 3      | –          | –      | –      | –  | –       | –      | –  | –  | –  |
| Uczestnicy konkursu                                        | NRD               | 30             | –         | 3        | –               | –  | –        | –     | –  | 3              | –      | –       | –       | –  | –      | 1          | –      | –      | –  | –       | 2      | –  | –  | 12 |
| Uczestnicy konkursu                                        | Norwegia          | 30             | –         | –        | –               | –  | –        | –     | 12 | –              | –      | –       | –       | –  | 2      | –          | –      | –      | –  | –       | –      | –  | –  | –  |
| Uczestnicy konkursu                                        | Stany Zjednoczone | 33             | 4         | 4        | 4               | 4  | 4        | 4     | 6  | 4              | 4      | 4       | 4       | 4  | 5      | 4          | –      | 4      | 4  | –       | 4      | 4  | –  | 4  |
| Kraje w tabeli są uporządkowane w kolejności występowania. |                   |                |           |          |                 |    |          |       |    |                |        |         |         |    |        |            |        |        |    |         |        |    |    |    |